# Rue des Panoramas
La rue des Panoramas est une voie du 2e arrondissement de Paris, en France.

## Situation et accès
La rue des Panoramas est une voie publique située dans le 2e arrondissement de Paris. Elle débute au 14, rue Feydeau et se termine au 9, rue Saint-Marc.

## Origine du nom
Elle tient son nom de son voisinage avec le passage des Panoramas qui doit son nom aux panoramas qui y avaient été établis.

## Historique
En 1782, la « petite rue de Montmorency » ou « rue Nouvelle-de-Montmorency » est percée par le duc de Montmorency, face à l'entrée de l'hôtel de Montmorency-Luxembourg située rue Saint-Marc. Elle prend son nom actuel en 1867.

## Pour approfondir